# 90. pr. n. št.
90. pr. n. št. je prvo desetletje v 1. stoletju pr. n. št. med letoma 99 pr. n. št. in 90 pr. n. št.. 

## Dogodki
- 96 pr. n. št. - Ptolemaj Apion, vladar Kirene v današnji Libiji zapusti mesto Rimljanom.
- 96 pr. n. št. - Selevk IV. Epifan postane kralj selevkidskega kraljestva po smrti svojega očeta Antioha VIII. Gripa in po zmagi nad Antiohom IX. Kizikenom.
- 91 pr. n. št. - začetek državljanske vojne v Rimu.
- 91 pr. n. št. - Nikomed III. Filopator nasledi svojega očeta Nikomeda II. Epifana.
- 90 pr. n. št. - Etruščani si pridobijo rimsko državljanstvo.
- 90 pr. n. št. - Konfinij v južni osrednji Italiji je središče upora proti Rimu.

Pomembne osebnosti